# Juan Ponce de León
Juan Ponce de León (Santervás de Campos, 8 aprile 1460 – L'Avana, luglio 1521) è stato un condottiero spagnolo che ricoprì la carica di governatore di Porto Rico dal 1508 al 1511 e dal 1515 al 1519.
Si arruolò ancora giovane per entrare in guerra e liberare Granada, l'ultimo possedimento dei Mori nella penisola iberica. Nel 1493 accompagnò Cristoforo Colombo nel suo secondo viaggio verso il Nuovo Mondo. Nel 1508 iniziò la colonizzazione di Porto Rico fondando il primo insediamento, Caparra, e nel 1509, eletto dalla corona spagnola, divenne il primo governatore di Porto Rico.
Nel 1513, il 2 aprile, "Domenica di Resurrezione", in spagnolo "Domenica della Pasqua Florida" perché normalmente accadeva all'inizio della primavera, sbarcò in quella che è l'attuale Florida e per questo motivo è considerato il primo esploratore europeo ad aver messo piede negli Stati Uniti continentali. In Florida cercò a lungo la fonte della giovinezza, un luogo leggendario il cui mito derivava dal Romanzo di Alessandro, un libro del Medioevo.

## L'arrivo nel Nuovo Mondo
Si ritiene che Ponce de León sbarcò inizialmente nel luogo dove ora si trova Cockburn Town, nell'isola di Grand Turk nelle Turks e Caicos, ma si stabilì subito dopo nell'isola di Hispaniola. Partecipò alla sottomissione del popolo dei Taino nella parte orientale dell'isola, e ne fu ricompensato con l'incarico di governatore della Provincia di Higuey che fu creata in quei territori. Fu allora che gli furono riferiti racconti riguardo alla ricchezza di Borinquen (ora Porto Rico), e da quel momento si impegnò fino a ottenere il permesso di recarsi in quei luoghi.
Nel 1508 Ponce de León fondò il primo insediamento a Porto Rico, Caparra, ora San Juan. Fu accolto a braccia aperte dal capo taino Agüeybaná e ben presto acquisì il controllo dell'isola. Come risultato, fu nominato primo governatore di Porto Rico nel 1509. Ponce de León e gli altri conquistadores costrinsero i Taino al lavoro forzato nelle miniere e nella costruzione di fortificazioni. I Taino morirono in gran numero a causa delle malattie portate dagli europei, per le quali non possedevano difese immunitarie. Ponce de León, dal canto suo, si arricchì notevolmente grazie al suo incarico di governatore. Sposò una donna spagnola di nome Leonore, da cui ebbe due figlie e un figlio.

## L'incarico di governatore di Porto Rico e la successiva revoca
Nel 1506, alla morte di Cristoforo Colombo, che era stato nominato governatore militare delle terre da lui scoperte, le autorità spagnole rifiutarono di accordare lo stesso privilegio a suo figlio Diego Colombo. La Corona di Spagna aveva quindi scelto Ponce de León per colonizzare e governare l'isola di Porto Rico. Nel frattempo, Diego Colombo aveva però presentato un ricorso all'alta corte di Madrid, la quale aveva riconosciuto i suoi diritti: la carica di Ponce de León fu quindi revocata nel 1511. Ritenendo che la sua reputazione ne fosse stata danneggiata, e non volendo essere sottoposto a Diego, Ponce de León chiese e ottenne il permesso di esplorare le regioni a nord di Cuba.

## La "Fonte dell'eterna giovinezza"
Secondo una leggenda molto diffusa, Ponce de León scoprì la Florida mentre era impegnato nella ricerca della "Fonte dell'eterna giovinezza". Benché leggende di acque in grado di restituire la giovinezza e la vitalità fossero diffuse su entrambe le sponde dell'oceano Atlantico già da molti anni prima di Ponce de León, il racconto della sua ricerca di queste acque non gli fu attribuito se non dopo la sua morte. Nella sua Historia General y Natural de las Indias del 1535, Gonzalo Fernández de Oviedo scrisse che Ponce de León era alla ricerca delle acque di Bimini nella speranza di curare la sua impotenza sessuale. Poi, nel 1575, Hernando de Escalante Fontaneda che, sopravvissuto a un naufragio, si trovò a vivere per 17 anni con gli indigeni della Florida, pubblicò le sue memorie, nelle quali collocava la Fonte in Florida, e riferiva che Ponce de León probabilmente l'aveva cercata in quei luoghi. Benché Fontaneda dubitasse che de León si fosse realmente recato in Florida con l'intenzione di cercare la Fonte, questo racconto fu incluso nella Historia general de los hechos de los Castellanos di Antonio de Herrera y Tordesillas (1615).

## Il primo viaggio e la scoperta della Florida
Ponce de León armò tre navi a sue spese e partì per il suo viaggio di esplorazione e conquista nel 1513. Il 27 marzo 1513 avvistò un'isola, ma continuò la navigazione senza sbarcarvi. Il 2 aprile sbarcò sul continente, in un luogo che ancora non è stato precisamente identificato, ma che si trova probabilmente sulla costa nordorientale dell'attuale Stato della Florida. Ponce de León ribattezzò quel luogo "La Florida" e ne rivendicò il possesso a nome della Spagna. La chiamò La Florida, che in spagnolo significa fiorita, forse perché impressionato dal rigoglio della vegetazione, o forse perché sbarcò durante il periodo di Pasqua, in spagnolo Pascua Florida. In ricordo di questo avvenimento, il 2 aprile, Pascua Florida Day, è giorno festivo nello Stato della Florida.
Ponce de León navigò quindi verso sud lungo la costa della Florida, registrando sulle mappe i fiumi incontrati durante la navigazione; costeggiò le attuali Florida Keys e risalì poi la costa occidentale della Florida fino a Cape Romano. Ripartì quindi in direzione dell'Avana, dopodiché tornò nuovamente in Florida, fermandosi nella baia di Chequesta (l'attuale baia di Biscayne) prima di ritornare a Porto Rico.

Ponce de León potrebbe non essere stato il primo europeo a raggiungere la Florida. Infatti incontrò in Florida nel 1513 almeno un nativo americano in grado di comprendere e parlare lo spagnolo. 

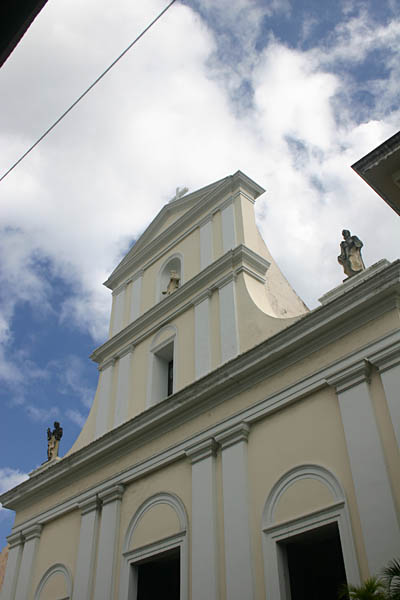
La cattedrale che ospita la tomba di Ponce de León

## Il ritorno in Spagna
Nel 1514 Ponce de León ritornò in Spagna e ricevette l'incarico di sottomettere la popolazione dei Caribe di Guadalupa e di colonizzare l'Isola di Florida. La sua spedizione del 1515 a Guadalupa non ottenne grande successo e quindi ritornò a Porto Rico, dove rimase fino al 1521.

## L'ultimo viaggio in Florida
Nel 1521 Ponce de León organizzò una spedizione colonizzatrice. Era costituita da circa 200 uomini imbarcati su due navi e comprendeva preti, agricoltori, artigiani, 50 cavalli e altri animali domestici, oltre a materiale per costruire fattorie. La spedizione sbarcò sulla costa sudoccidentale della Florida, in qualche luogo nei pressi del Caloosahatchee River o del Charlotte Harbor. I coloni furono quasi subito attaccati dai Calusa e Ponce de León fu ferito a una spalla da una freccia avvelenata. Dopo quest'attacco, riprese il mare insieme agli altri coloni alla volta dell'Avana, a Cuba, dove morì poco dopo a causa della ferita. La seconda nave si diresse verso sud attraccando a La Villa Rica (Veracruz) e il suo equipaggio si unì alle truppe di Hernán Cortés portando con sé polvere da sparo e balestre.
È sepolto nella cattedrale della Vecchia San Juan.